# Octavian Strunilă
Octavian Strunilă (n. 5 iunie 1981, Dorohoi) este un actor, regizor, producător și scenarist român.  
În 2021 a realizat filmul de lung metraj Complet necunoscuți, remake-ul românesc al peliculei de cartea recordurilor Perfetti Sconosciuti (peste 20 de reecranizări în întreaga lume).  
În proiectul Complet Necunoscuți, Octavian Strunilă a fost producător, regizor și actor, și s-a ocupat și de adaptarea scenariului.  
În trecut Octavian Strunilă a jucat în peste 1000 de episoade realizate de-a lungul a 8 ani, în seriale precum Inimă de țigan, Regina, State de România, Tanti Florica, Fetele lu’ dom’ Profesor, Moștenirea,  Iubire ca în filme, Lacrimi de iubire, Numai iubirea, Hacker. 
A scris și regizat 4 spectacole de teatru: Cum se Face, Funeraliile doamnei Pompoiu, Coaste din Viața lui Adam, Bărbații la 40, Femeile la 43.
A fost co-Host în emisiunea Jocuri de celebritate alături de Mihai Bobonete și Paul Ipate în fiecare miercuri și joi de la 22:30 la Pro TV iar în data de 4 iunie 2021 a fost invitat în podcastul DA BRAVO!.

## Viața privată
Este căsătorit cu balerina Oana Botez și are doi copii. 
Este nașul de cununie al actorului Mihai Bogdan Bobonete (cununat religios cu Cătălina Bobonete în 10 ianuarie 2017)

## Filmografie

### Actor

#### Film
- Păcală se întoarce (2006) - hoțul de găini
- Poveste de cartier (2008) - Calu
- Home delivery (2008)
- Complet Necunoscuți(2021) - Curier

#### Seriale TV
- Hacker (2003) - Stelica
- Numai iubirea (2004-2005) - Terente
- Lacrimi de iubire (2005-2006) - Stelica
- Iubire ca în filme (2006-2007) - Geo
- Inimă de țigan (2007-2008) - Stiven 'Killeru' Ioniță
- Regina (2008-2009) - Stiven 'Killeru' Ioniță
- State de România (2009-2010) - Stiven 'Killeru' Ioniță
- State și Flacăra - Vacanță la Nisa (2010) - Stiven 'Killeru' Ioniță
- Moștenirea (2010-2011) - Stiven 'Killeru' Ioniță
- Tanti 
Florica (2012-prezent) - Țuțu
- Pariu cu viața (2013) - Nasture
- Fetele lu'domn profesor

### Regizor
- Complet necunoscuți
- Să-ncercăm la București (2005)
- Românește (2006)
- Home delivery (2008)
- Bani (2008)
- 7 Pals (2012)
- Basarabia e România (2012)
- Complet necunoscuți (2021)

### Scenarist
- Fetele lu' dom' profesor scenarist întreg sezonul (2014)
- Tanti Florica sezonul 2 (2013) - scenariu ep. 2,3,4,5,6,7,8,13
- Basarabia e România (2012) - scenariu ep. pilot
- 7 Pals (2012) - scenariu ep. pilot.
- Cum se face- Piesă de teatru
- Funeraliile doamnei Pompoiu- Piesă de teatru
- Bărbații la 40, Femeile la 43 - Piesă de teatru
- Coaste din viața lui Adam - Piesă de teatru
- Complet necunoscuți - adaptare scenariu

### Producător
- Complet necunoscuți